# Бюро спеціалізованих маркшейдерських робіт
Бюро спеціалізованих маркшейдерських робіт (рос. бюро специализированных маркшейдерских работ, англ. bureau of specialized surveying works) — структурний маркшейдерський підрозділ, створений у складі виробничого об'єднання або іншої аналогічної спруктури по видобутку вугілля (сланцю) для часткової централізації в об'єднанні спеціалізованих маркшейдерських робіт, виконання яких силами кожної шахти (розрізу) недоцільно чи не може бути забезпечено необхідними технічними засобами.